# Observatorio Astronómico de Quito
Das Observatorio Astronómico de Quito (OAQ) (deutsch Observatorium von Quito oder Quito-Observatorium) ist eine ecuadorianische wissenschaftliche und kulturelle Einrichtung, die 1873 gegründet wurde. Das astronomische Observatorium von Quito ist eines der ältesten in Südamerika und das einzige Observatorium in Ecuador. Es befindet sich im Parque La Alameda in der Stadt Quito.
Das von der Escuela Politécnica Nacional verwaltete Observatorium ist in den Bereichen Forschung, Bildung und Ausbildung für astronomische Themen zuständig, mit dem Ziel, den eigentümlichen und wenig erforschten äquatorialen Himmel zu untersuchen. Darüber hinaus verfügt es fast seit seiner Gründung über eine ununterbrochen in Betrieb befindliche Wetterstation, die die verschiedenen klimatischen Schwankungen der Stadt untersucht und meldet. Daher ist eine der ergänzenden Aktivitäten die Beobachtung und Überwachung der Wetter Parameter.

## Geschichte
Das Astronomische Observatorium von Quito (OAQ) wurde 1873 unter der Präsidentschaft von Dr. Gabriel García Moreno gegründet, der es auch während des Bau- und Ausrüstungsprozesses umfassend unterstützte und größte Anstrengungen unternahm, um es mit der notwendigen Ausrüstung mit der höchsten Qualität auszustatten, die es damals gab, um zu einem der besten Observatorien Lateinamerikas zu werden. Damals befand sich das Gebäude am Rande der Stadt Quito, in einem Gebiet namens La Alameda, das von Hirten und ihren Herden frequentiert wurde und heute der Park ist, der das Gebäude umgibt.
Im Laufe seiner Geschichte hat das OAQ zu verschiedenen Forschungsbereichen beigetragen, darunter Meteorologie, Seismologie, Geophysik und natürlich Astronomie. So wurde 1891 die Wetterstation in Betrieb genommen, die bis heute regelmäßig klimatische Schwankungen meldet. Zu Beginn des letzten Jahrhunderts war das Observatorium das Zentrum der Aktivitäten der Zweiten Französischen Geodätischen Mission, deren Ziel es war, die Deklination eines Meridians zu messen. Darüber hinaus wurden gleichzeitig die ersten Seismographen in Ecuador innerhalb der Institution montiert. Was die Astronomie betrifft, so wurde Mitte der 1960er Jahre mit Hilfe vorhandener Instrumente an der Erstellung von Sternkatalogen mitgearbeitet.

## Aktivitäten und Dienstleistungen
Die derzeit vom OAQ angebotenen Aktivitäten und Dienstleistungen sind:
- Nachtbeobachtungen durch Teleskope für die breite Öffentlichkeit.
- Astronomische Informationen über die Äquatorzone.

## Forschungstätigkeit

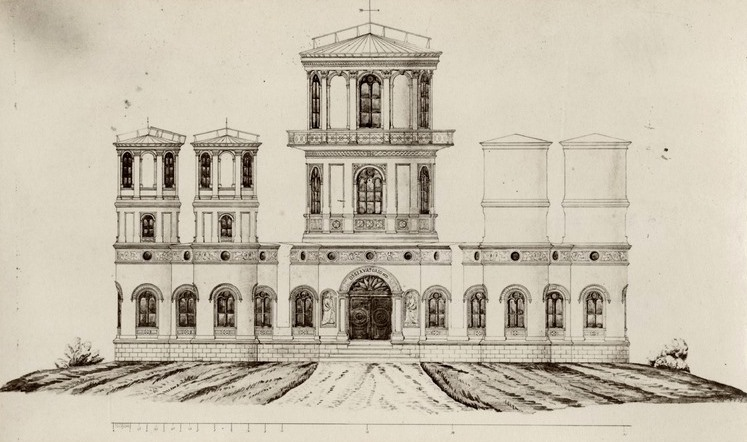
Künstlerische Konzeption der Sternwarte nach Pater Ludwig Dressel (1873).

- Das Studium der Galaxien zielt auf die Untersuchung dieser gigantischen Gruppen von Sternen ab, die durch Gravitationskräfte unendlicher Reichweite gebildet werden, der Materie, die sich zwischen den abgrundtiefen Entfernungen der Sterne befindet und den unterschiedlichen Formen, welche die Galaxien während ihrer Evolution annehmen, wobei ein besonderer Schwerpunkt auf die Erforschung ihrer galaktischen Kerne gelegt wird. Die Komplexität bei der Erforschung von Galaxien beruht auf der Tatsache, dass Modelle verwendet werden, in denen der Transport von Energie und Materie zwischen benachbarten Sternen, also denselben Sternen, die Millionen Lichtjahre von unserem Sonnensystem entfernt sind, berücksichtigt wird.[6]

- Das Studium des Universums ist, wie der Name schon sagt, auf das Verständnis der Struktur des Universums spezialisiert. Der Teil der Astrophysik, der sich mit diesem Thema befasst, ist die Kosmologie. Um die aktuelle Struktur unseres Universums beurteilen zu können, müssen wir seinen Ursprung und seine Entwicklung berücksichtigen und sein Schicksal vorhersagen.[6]

- Untersuchung des Himmels von Quito mit drei Teleskopen von 8, 12 und 16 Zoll, zusätzlich zum Merz-Äquatorialteleskop, das sich in der Hauptkuppel des Observatoriums befindet und für Nachtbeobachtungen verwendet wird und Präzision und Klarheit bietet des gerade beobachteten Sterns, sodass dieser auch fotografiert werden kann.[6]

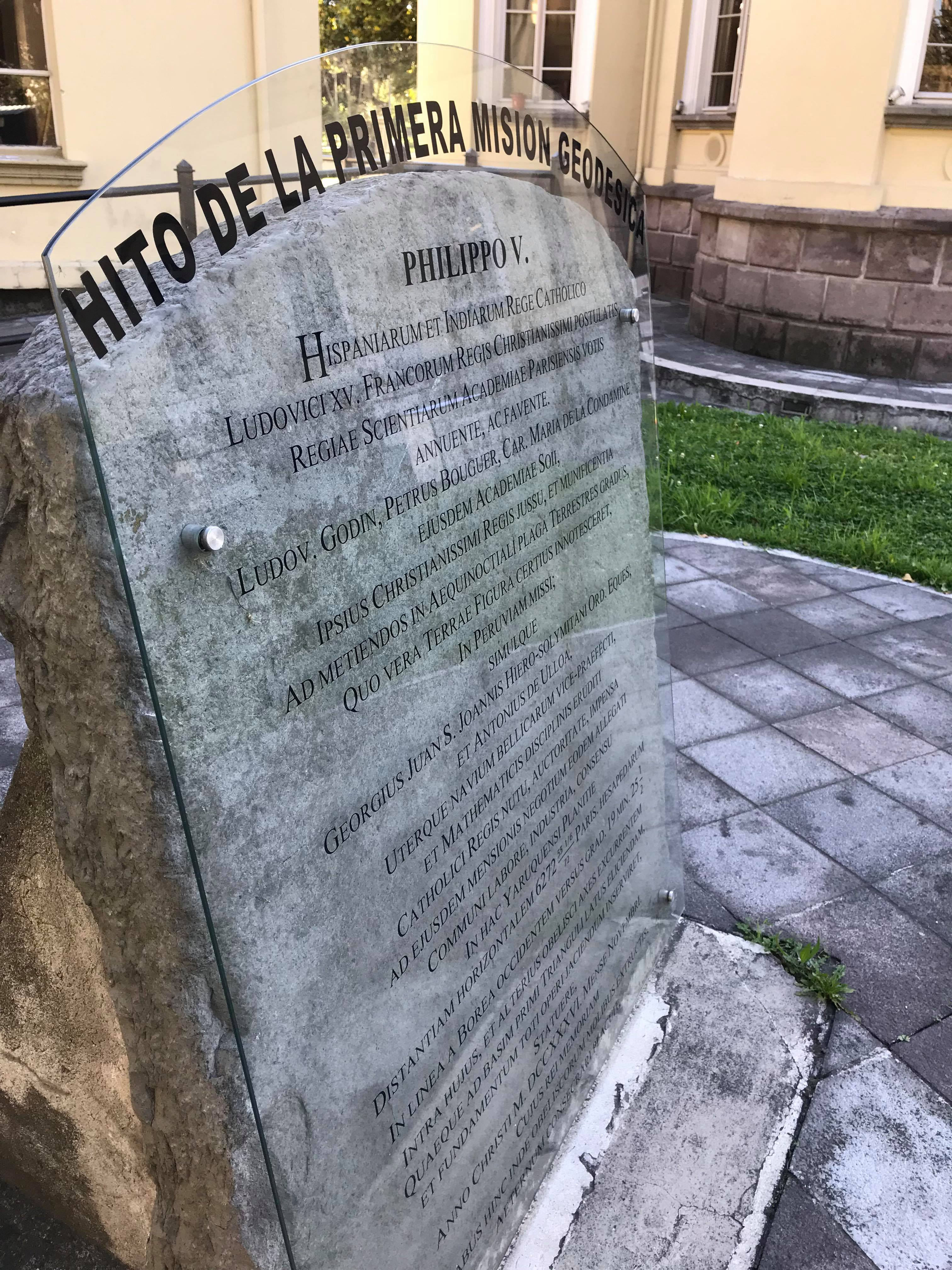
Meilenstein der französischen geodätischen Mission
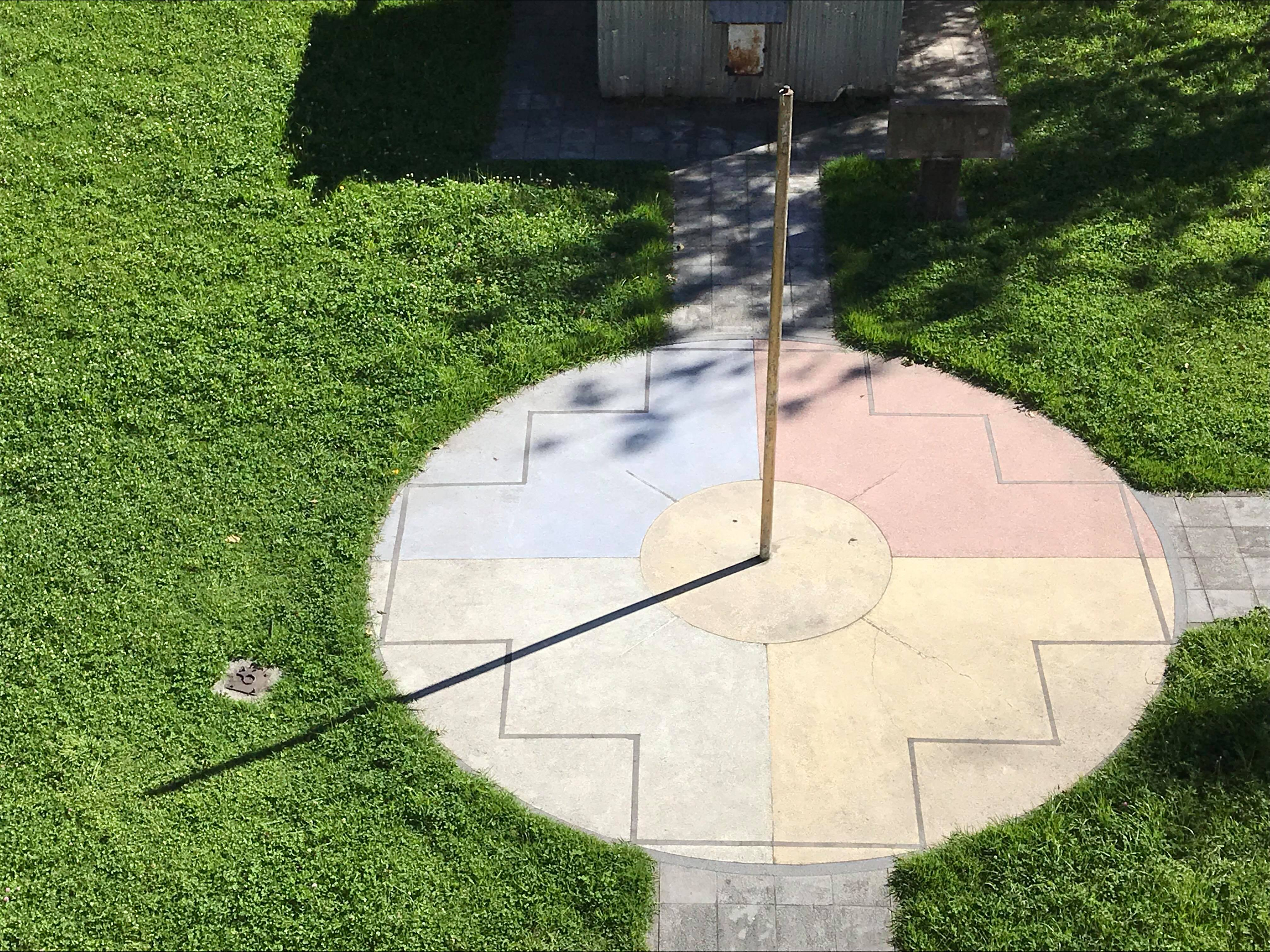
Andenkreuz
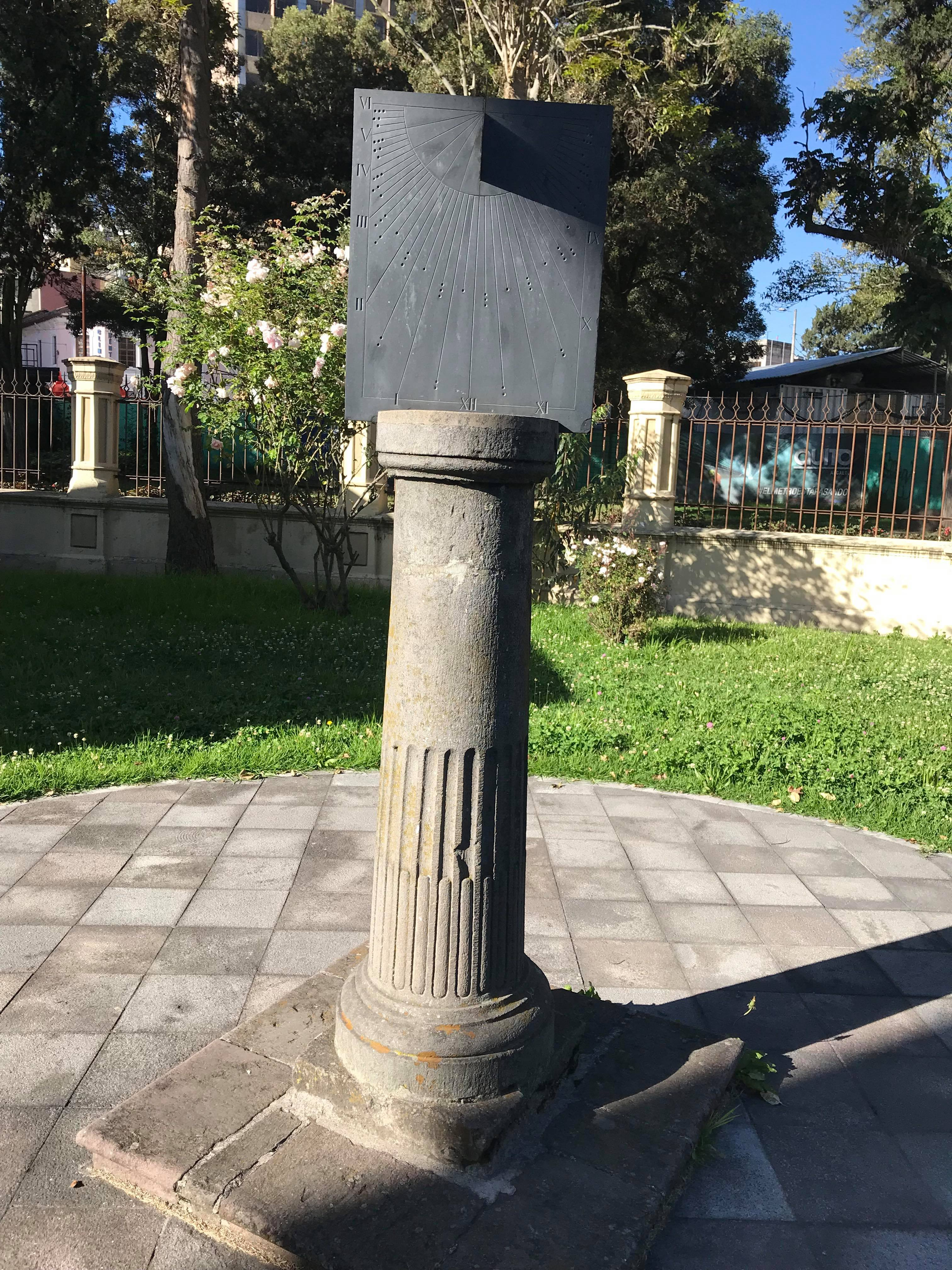
Sonnenuhr
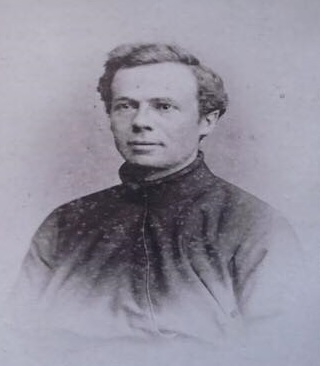
Juan Bautista Menten, 1877.
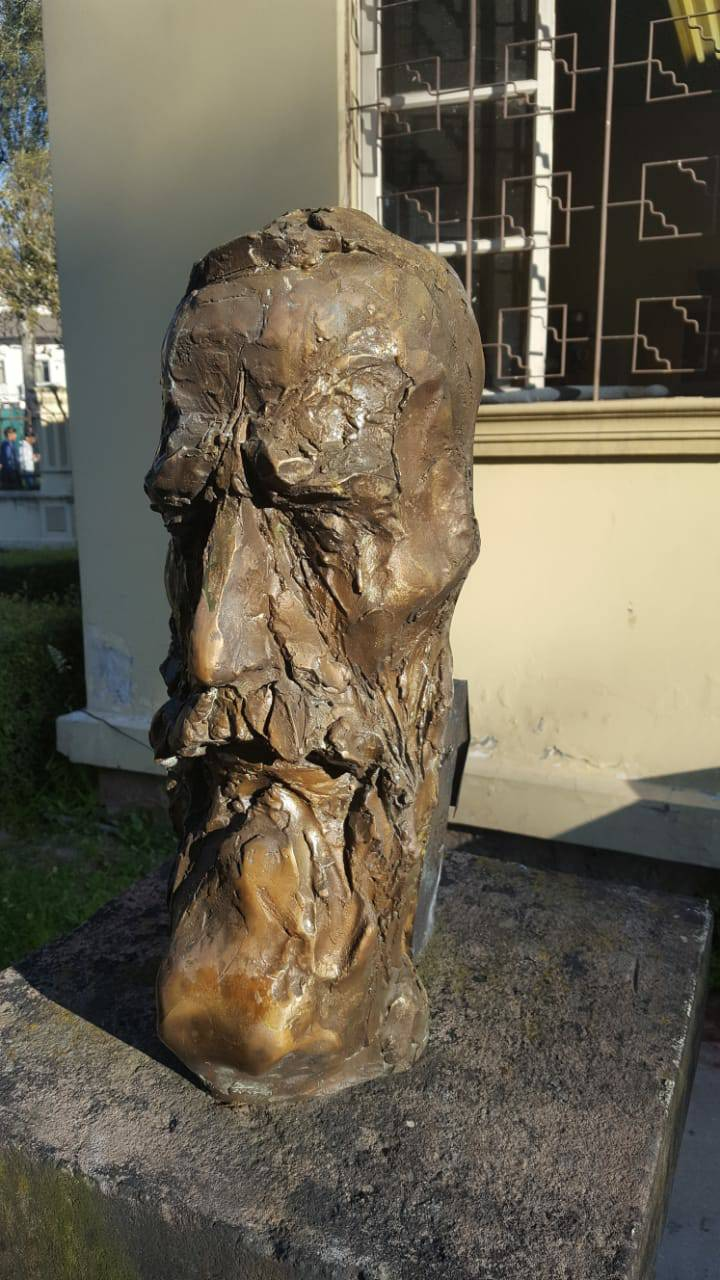
Büste von Milan Rastislav Štefánik.

## Direktoren des Observatoriums von Quito

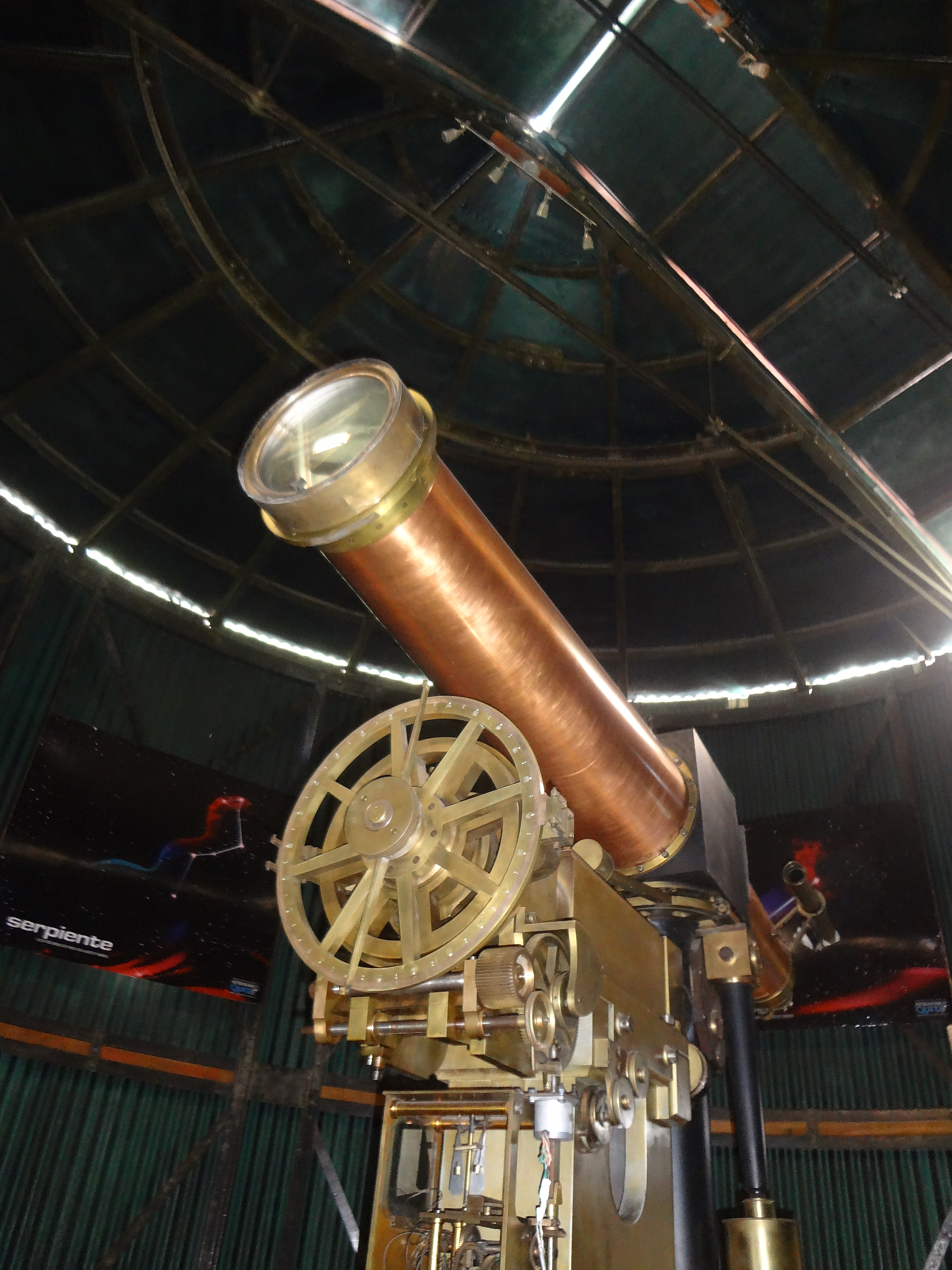
Antikes 24-cm-Refraktor-Teleskop aus dem Museum, datiert 1875

Seit seiner Gründung wurde das Observatorium von Quito von bedeutenden Wissenschaftlern geleitet:
- Juan Bautista Menten (1870–1883)
- Juan Alejandrino Velasco (1883–1885)
- Guillermo Wickmann (1887–1895)
- Gualberto Pérez (1895)
- Augusto Nicolás Martínez Holguín (1895–1900)
- François Gonnessiat (1900–1905)
- Philippe Lagrula (1906–1907)
- Luis Gonzalo Tufiño (1912–1928)
- Luis Eduardo Mena (1928–1929, 1934, 1935, 1948–1973)
- Nicolás Guillermo Martínez Holguín (1929–1934)
- Juan Odermatt (1935–1948)
- Vicente Lauro Gómez (1951–1952)
- Alfredo Schmitt (1955–1958)
- Jorge Egred Pérez (1934, 1959)
- Hugo Dávila Suárez (19730–1986)
- Valentín Yurevich (1987–1992)
- Ericson López Izurierta (1996–)

## Astronomisches Museum
Das Museum des Observatoriums befindet sich an einem der traditionellsten Orte in Quito, dem La Alameda Park. Im Museum kann auf persönliche und anschauliche Weise die Geschichte der Instrumente erfahren werden, die von den ersten Astronomen und Wissenschaftlern des Landes verwendet wurden. Das astronomische Observatorium von Quito ist eines der ältesten in Lateinamerika und genau das ist eine seiner größten Attraktionen.
Das Astronomische Museum ist von Montag bis Freitag von 9:00 bis 13:00 Uhr und von 14:00 bis 17:00 Uhr für die Öffentlichkeit zugänglich.

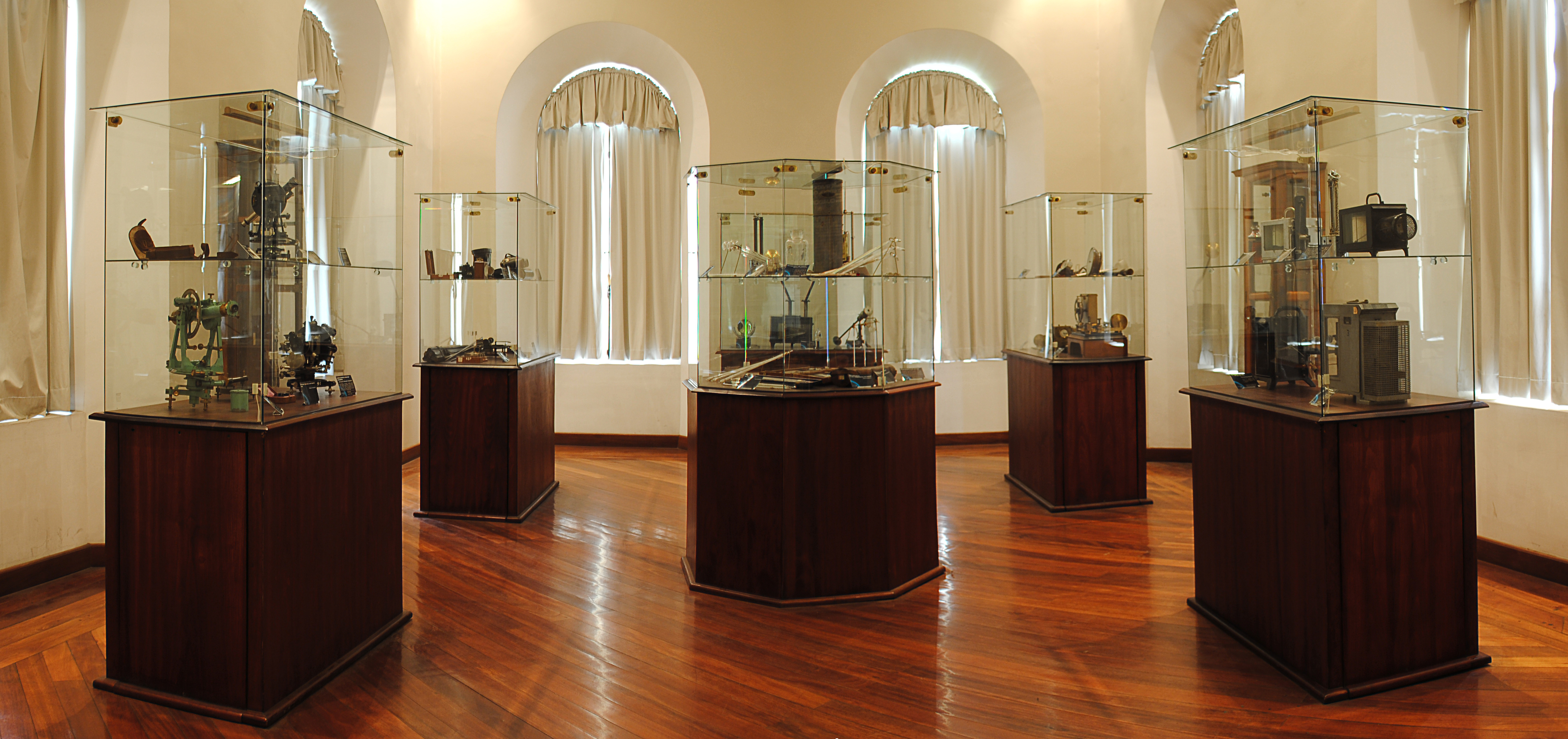
Meteorologieraum
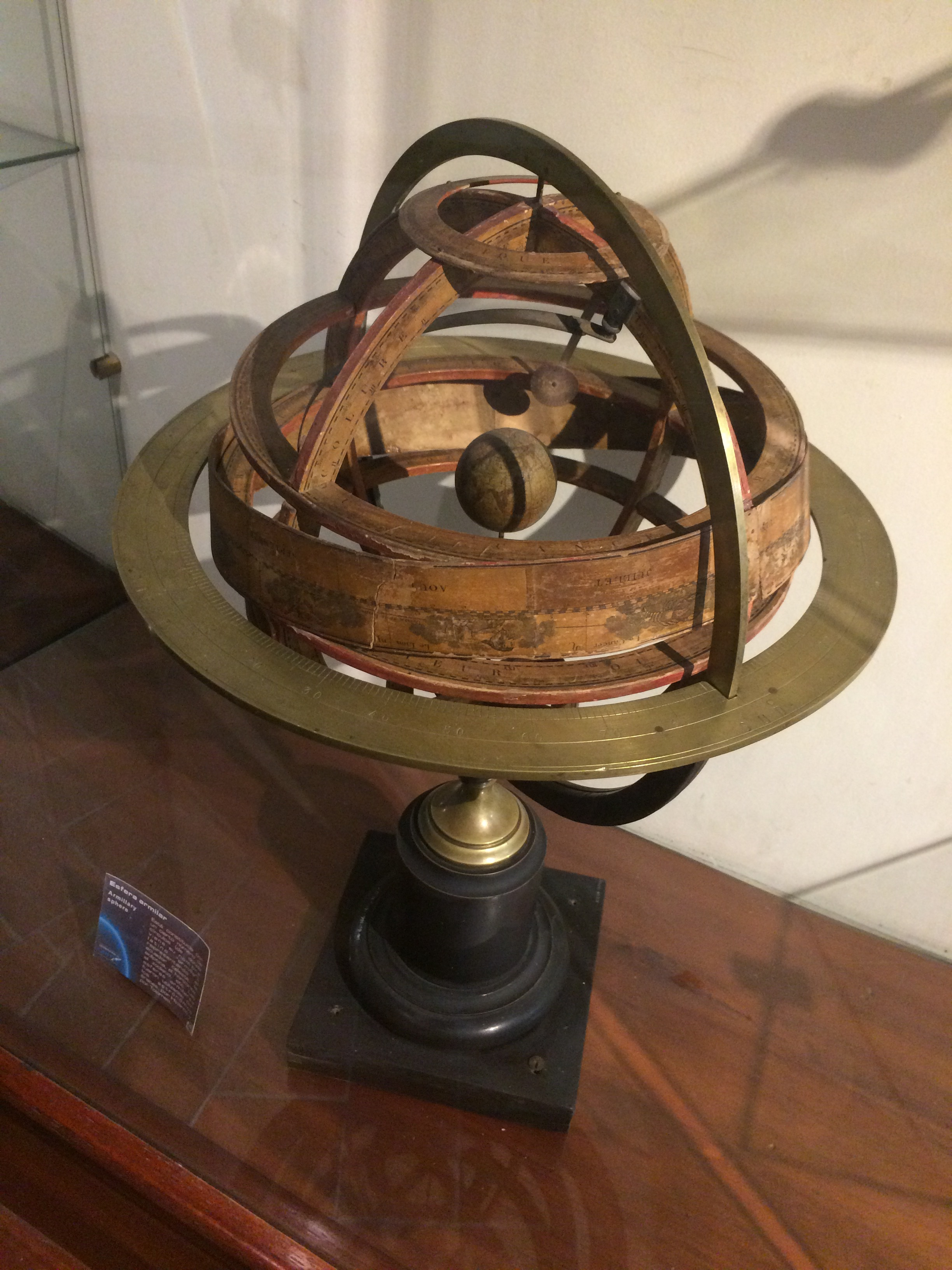
Armillarsphäre aus dem 19. Jahrhundert.
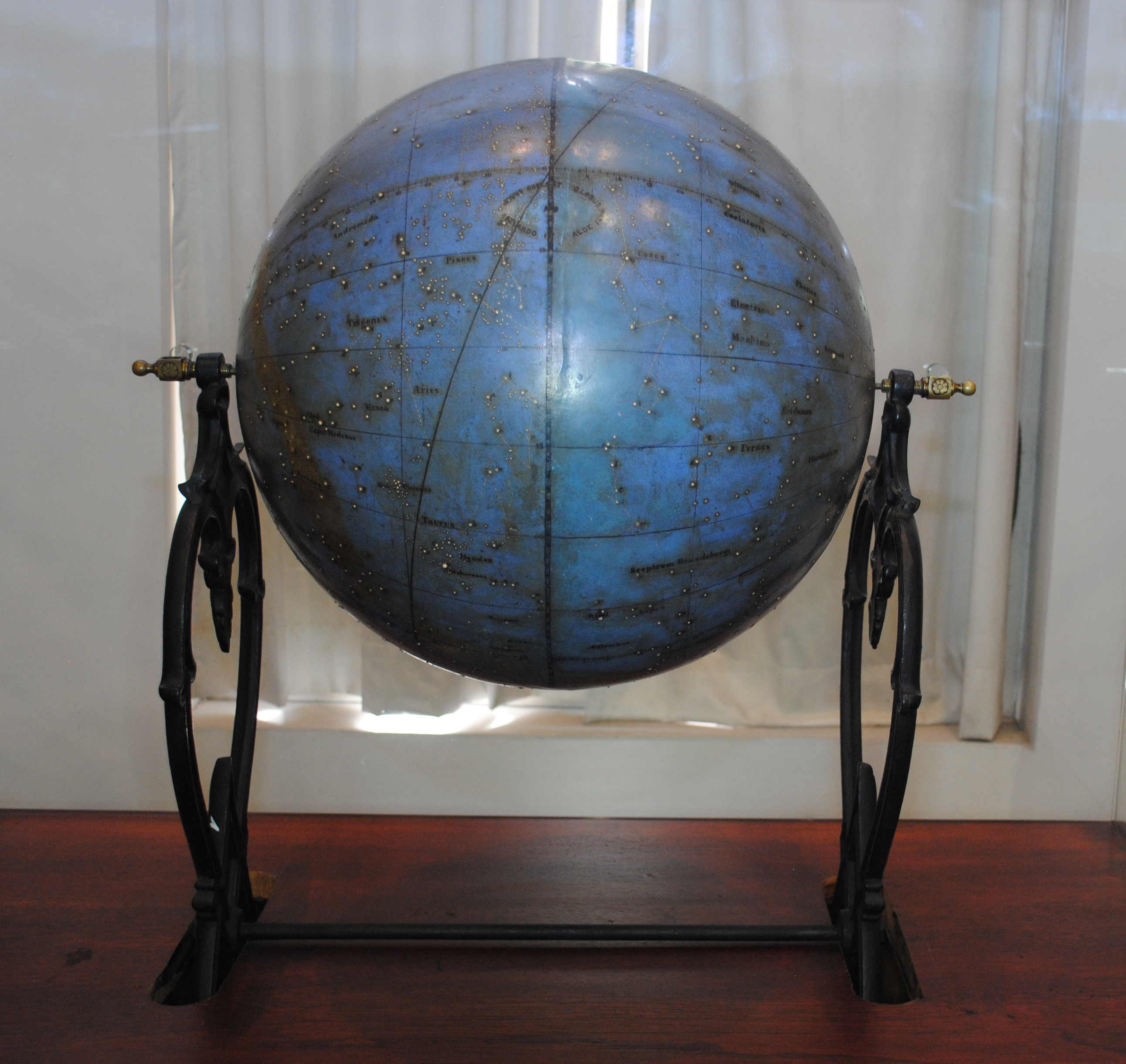
Himmelsglobus (1896).
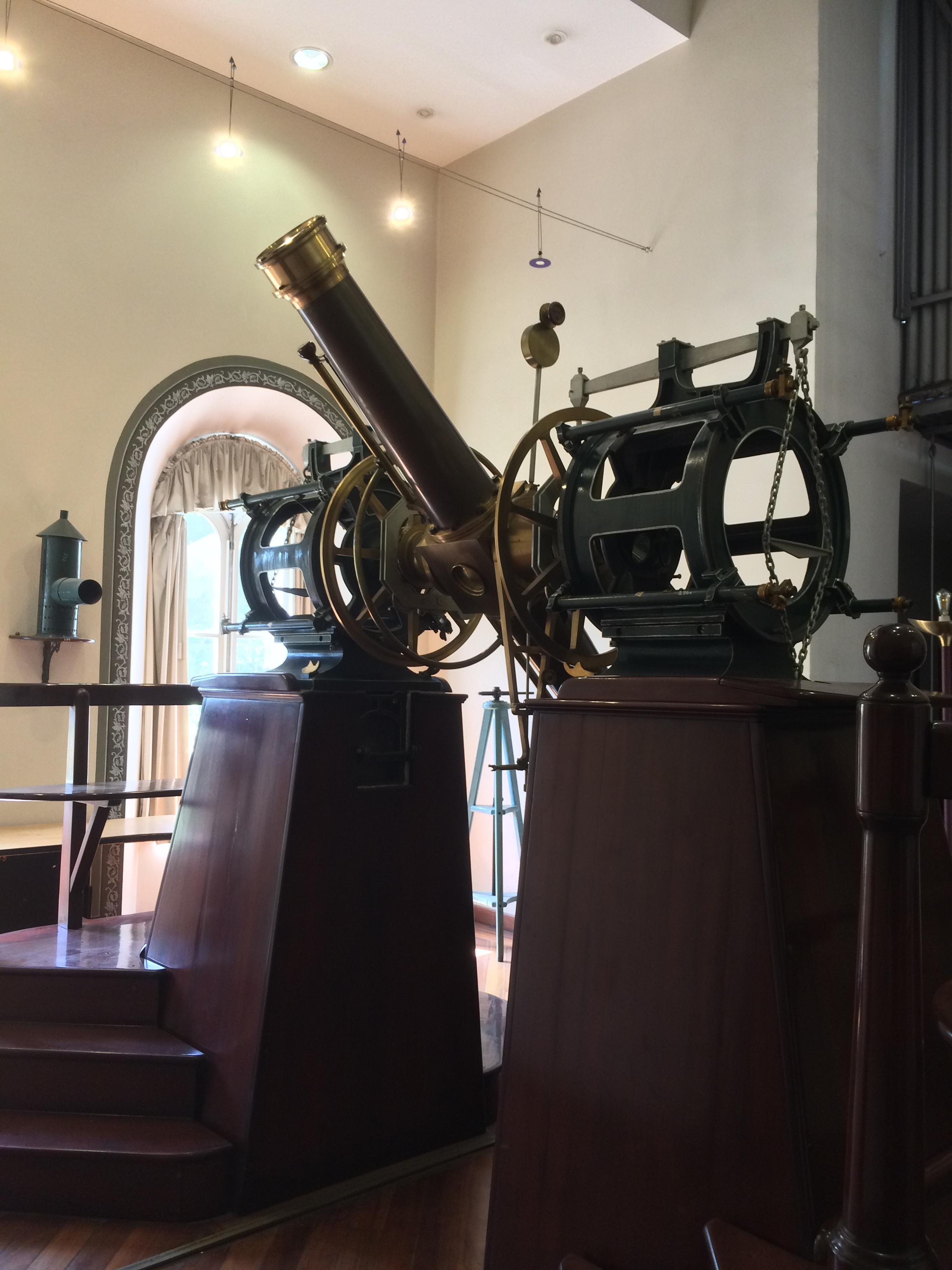
Meridiankreis (1889), hergestellt in Hamburg von A. Repsold & Söhne.
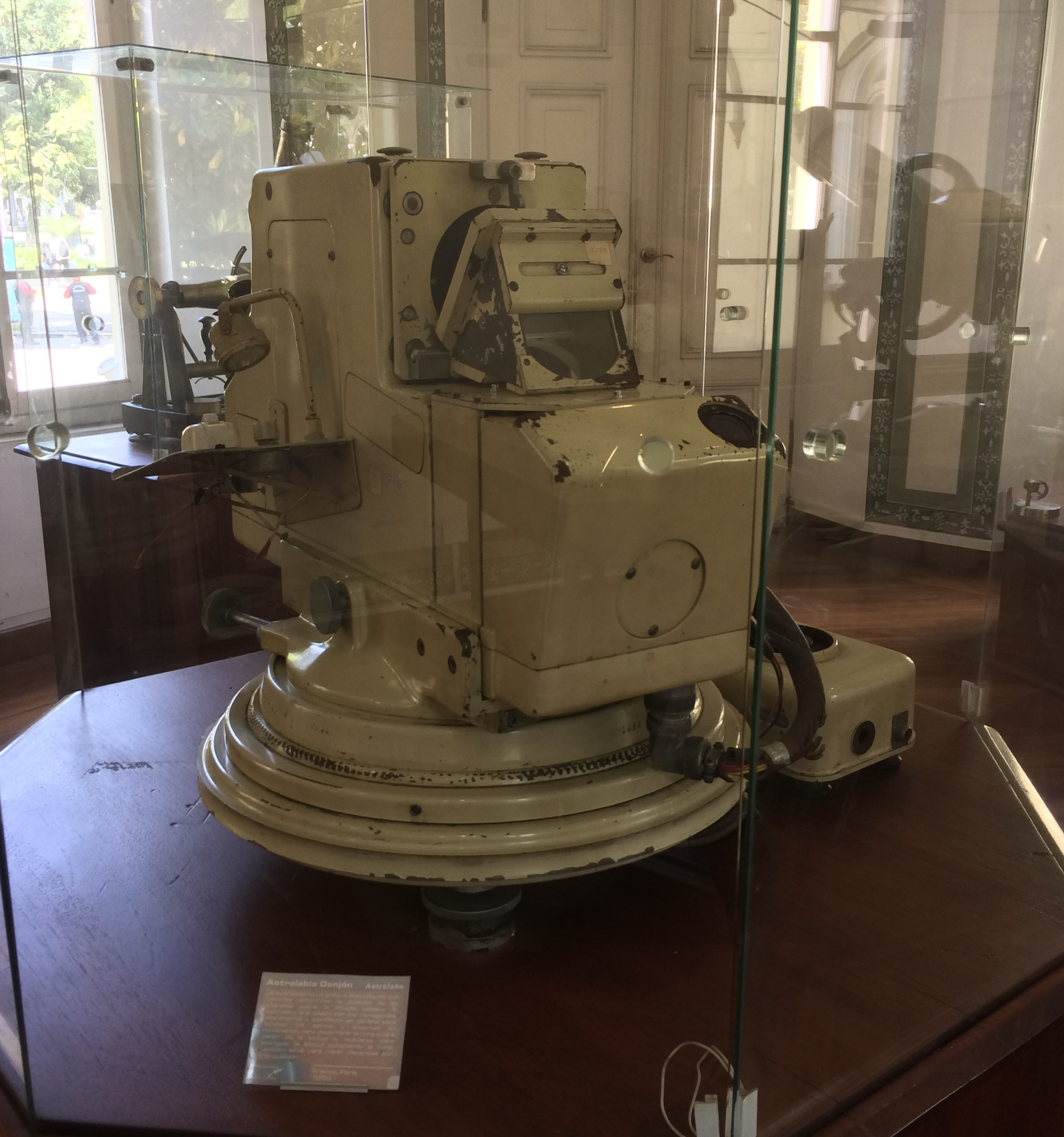
Danjon-Astrolab (1956), hergestellt in Frankreich von Optique et Précision de Levallois.
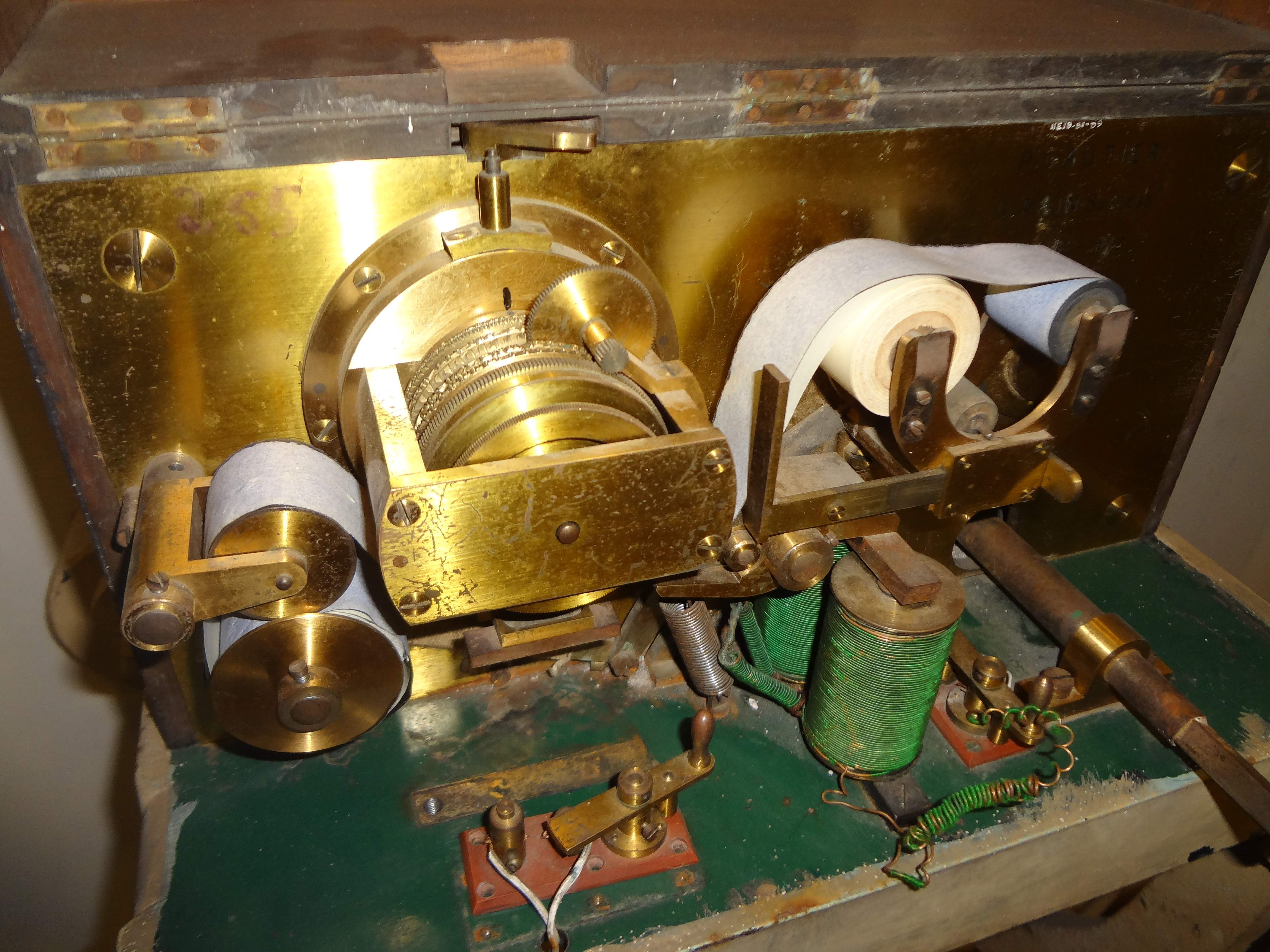
Chronograph (1913), hergestellt von P. Gauthier.
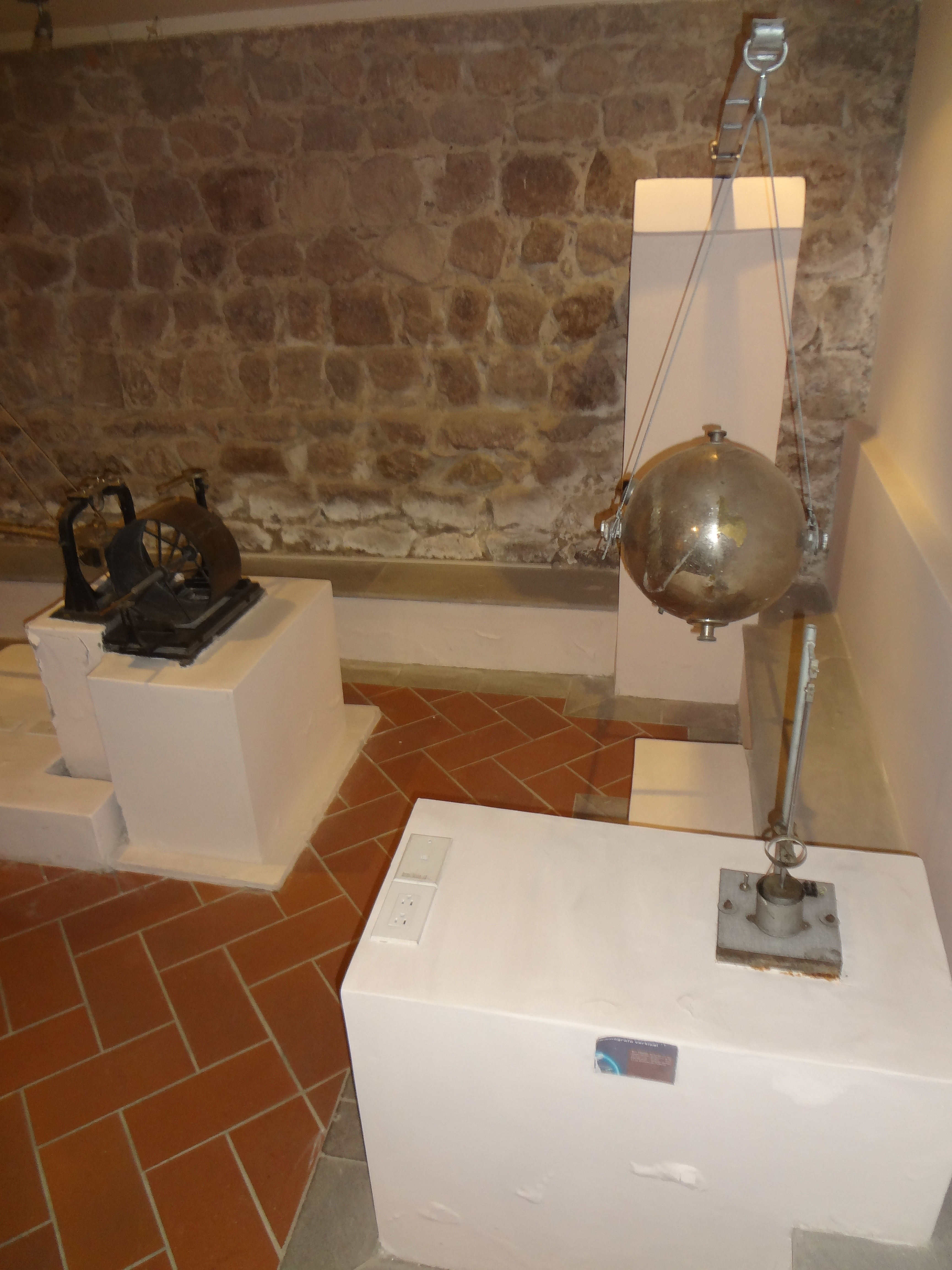
Antiker Seismograph